# Сдирание кожи

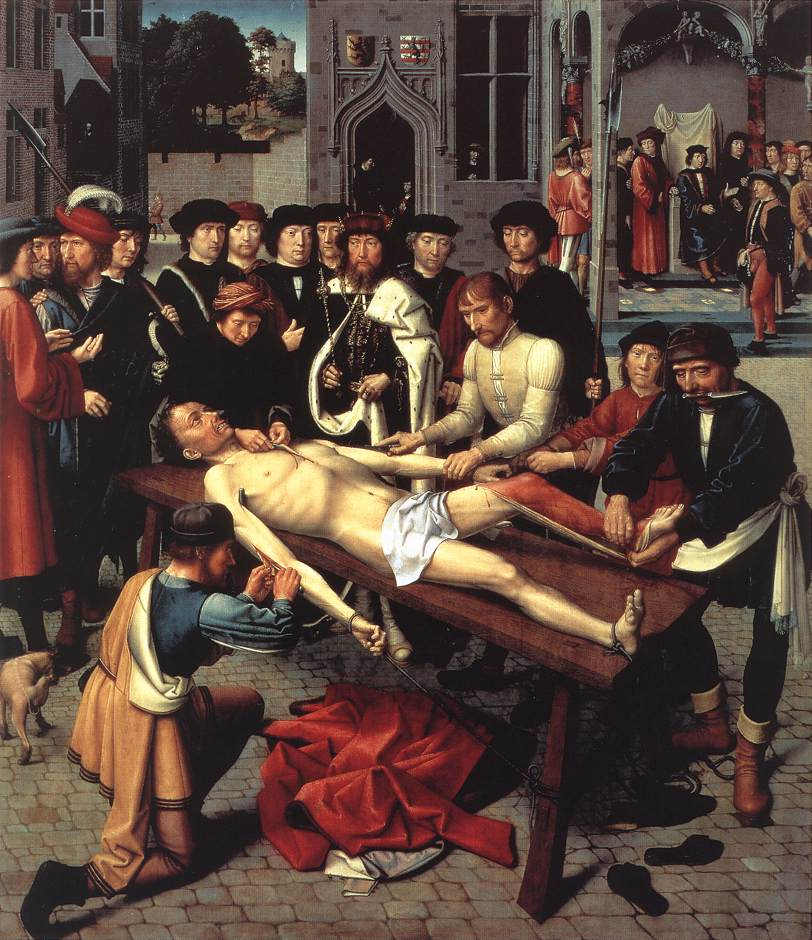
«Суд Камбиса», Давид Герард, 1498.

Сдира́ние ко́жи (свежева́ние) — один из исторических видов смертной казни и пыток (в зависимости от количества сдираемой кожи и метода осуществления этого), заключающийся в сдирании кожи с живого человека или его трупа.

## Описание и история
В том случае, если речь идёт именно о смертной казни таким способом, как правило, кожу после сдирания пытаются сохранить для демонстрации в целях устрашения. Чаще всего кожа сдиралась уже с убитого иным способом человека: уголовного преступника, врага, в некоторых случаях — богохульника, отрицавшего загробную жизнь (в средневековой Европе). Сдирание части кожи может быть частью магического ритуала, как дело обстоит в случае со скальпированием.
Сдирание кожи является древней, но, тем не менее, всё-таки не получившей массового применения практикой, считавшейся одним из наиболее страшных и мучительных видов казни. В хрониках древних ассирийцев есть упоминания о свежевании захваченных в плен врагов или мятежных правителей, содранные целиком кожи которых пригвождали к стенам их городов как предупреждение всем, кто бросает вызов их власти. Существуют также упоминания об ассирийской практике «косвенного» наказания человека путём свежевания его маленького ребёнка перед его глазами. Ацтеки в Мексике сдирали кожу с жертв во время ритуальных человеческих жертвоприношений, но, как правило, уже после смерти жертвы.
Сдирание кожи с тела иногда использовалось как часть публичной казни предателей в средневековой Европе. Подобный способ казни ещё использовался в начале XVIII века во Франции, один такой эпизод наглядно описывается в первой главе книги Мишеля Фуко «Надзирать и наказывать» (1979). В некоторых часовнях Франции и Англии были обнаружены крупные лоскуты человеческой кожи, прибитые к дверям.
В китайской истории казнь получила большее распространение, чем в европейской: так казнили коррумпированных чиновников и повстанцев, причём, помимо казни, существовало и отдельное наказание — сдирание кожи с лица. Особенно «преуспел» в этой казни император Чжу Юаньчжан, который массово применял её для наказания должностных лиц-взяточников и мятежников. В 1396 году он приказал казнить таким образом 5000 женщин, обвинённых в измене.
Практика сдирания кожи исчезла в Европе в начале XVIII века, в Китае она была официально запрещена после Синьхайской революции и установления республики. Тем не менее, в XIX—XX веках в разных частях света отдельные случаи сдирания кожи имели место: казнь Нета Тёрнера в США в 1831 году (тогда кожу содрали с уже мёртвого тела), казни в Маньчжоу-Го в 1930-х годах, казни в Афганистане.